# Val-de-Meuse
Val-de-Meuse là một xã thuộc tỉnh Haute-Marne trong vùng Grand Est đông bắc nước Pháp.